# John Catlett
John Wayne Catlett es un político estadounidense y exmiembro demócrata de la Cámara de Representantes de Arkansas por el Distrito 73 de 2013 a 2015. Catlett también sirvió desde enero de 2011 hasta el 14 de enero de 2013, en el escaño del Distrito 61.
En el elecciones generales del 4 de noviembre de 2014, Fue derrotado en la reelección por la republicana Mary Bentley de Perryville.

## Educación
Catlett recibió su licenciatura en historia y ciencias políticas de la Universidad Tecnológica de Arkansas.

## Elecciones
En 2010, después de que el representante del Distrito 61 Nathan George dejó la legislatura, Catlett ganó las primarias demócratas del 18 de mayo de 2010 con 2.118 votos (57 por ciento), y ganó las elecciones generales del 2 de noviembre de 2010 por 34 votos con 3.278 votos (50,2%) contra el candidato republicano Kelly Boyd.
En 2012, Catlett fue redistribuido al Distrito 73, y con el representante James Ratliff redistribuido al Distrito 60, Catlett no tuvo oposición para las primarias demócratas del 22 de mayo de 2012  y ganó las elecciones generales del 6 de noviembre de 2012 con 4.088 votos (52,2%) contra la candidata republicana Mary Bentley. Bentley se presentó de nuevo en 2014 y desbancó a Catlett con 3.588 votos (51,4%) frente a los 3.392 (48,5%) de él.